# Tokudaiji Sanemoto
Tokudaiji Sanemoto (徳大寺実基, [[[1201]] - 1273] Erro: {{japonês}}: texto da transliteração contém caractere não latino (pos 19) (ajuda)), também conhecido como Fujiwara no Sanemoto, foi um nobre do Período Kamakura da história do Japão, foi líder do Ramo Tokudaiji do Clã Fujiwara.

## Vida
Sanemoto era filho do Sadaijin Kintsugu, sua mãe era uma famosa dançarina de Shirabyoshi chamada Gojō Yasha.
Em 1214 Sanemoto entrou para o Konoefu (近衛府, sede dos guardas do palácio), em 1215 participa na administração da Província de Sanuki. Em 1224 se torna Sangi e em  1231 é promovido a Chūnagon. Foi nomeado Dainagon em 1241. Como Dainagon em 1246 organizou a Inspeção Hospitalar pedida pelo Shogun Yoritsugu e apoiada pelo Imperador em Claustro Go-Saga, nesta mesma época supervisionou a construção do Palácio Kameyama.
Em 1246 Sanemoto foi promovido a Naidaijin, permanecendo neste cargo até 1253 quando se torna Daijō Daijin. Em 1263 se torna monge budista com o nome de Madoka Satoru mas mesmo assim se mantem no cargo de Daijō Daijin, pois Go-Saga o achava um homem de mérito: inteligente e habilidoso, dez anos após veio a falecer.
| Precedido por Tokudaiji Kintsugu   | -- 5º Líder dos Tokudaiji Fujiwara | Sucedido por Tokudaiji Kimitaka   |
| Precedido por Takatsukasa Kanehira | 47º Daijō Daijin (1253 - 1273)     | Sucedido por Takatsukasa Kanehira |
| Precedido por Kujō Tadaie          | 64º Naidaijin (1246 - 1253)        | Sucedido por Tōin Saneo           |